# Debi Edward
Debi Edward - szkocka prezenterka telewizyjna. Obecnie pracuje dla nadawcy telewizyjnego ITN jako korespondent ze Szkocji w ITV News.
W przeszłości współtworzyła ze Stephen Jardine codzienny program pt. The Five Thirty Show w stacji STV.
Debi Edward pochodzi z Aberdeen w Szkocji. W 2005 roku dołączyła do stacji STV, gdzie była reporterką i prezenterką nieistniejącego już programu informacyjnego pt. Scotland Today nadającego w dni powszednie o godzinie 5:25 w stacji GMTV.
W maju 2008 roku Debi Edward odeszła z programu The Five Thirty Show i przeniosła się do stacji ITN. Została zastąpiona przez byłą prezenterkę ITV Morning News Rachel McTavish.